# ویلا لا آنگوستورا
ویلا لا آنگوستورا (به اسپانیایی: Villa La Angostura) یک منطقهٔ مسکونی در آرژانتین است که در Los Lagos Department واقع شده‌است. ویلا لا آنگوستورا ۷۹٫۶ کیلومتر مربع مساحت و ۱۱٬۰۶۳ نفر جمعیت دارد و ۸۷۰ متر بالاتر از سطح دریا واقع شده‌است.